# Pterochilus albidus
Pterochilus albidus är en stekelart som beskrevs av Giordani Soika. Pterochilus albidus ingår i släktet Pterochilus och familjen Eumenidae. Inga underarter finns listade i Catalogue of Life.